# Ченге във времето
„Ченге във времето“ (на английски: Timecop) е научнофантастичен трилър режисиран от Питър Хайамс. Dark Horse Comics е публикувало и комикс списание със същото име.
Във филма участва Жан-Клод Ван Дам в ролята на Макс Уокър – американски федерален агент през последните години на 20 век, когато пътуването във времето е вече открито. Участва още и Рон Силвър в ролята на сенатор Арън Маккомб и Миа Сара като съпругата на Уокър. Историята проследява промените и връзките на няколко пътувания във времето от живота на Уокър, който се бори с престъпления свързани с пътуване във времето и разследва съмнително успешната кариера на сенатор Маккомб.
„Ченге във времето“ остава най-касовия филм на Ван Дам (преминавайки бариерата от $100 милиона приходи в света).

## Сюжет
Внимание:  Текстът по-долу разкрива сюжета на произведението (или части от него)!
В началото филма започва със сцена как мъж използва лазерни оръжия през 1863 година да обере превозваните златни кюлчета от войниците на американската конфедерация. В следващата сцена, този път през 1994 г., високопоставени чиновници създават Time Enforcement Commission (TEC) /Комисия за контрол на времето/ за да се бори със злоумишленото използване на пътуването във времето, което е току-що открито. Сенатор Арън Маккомб е доброволец да надзирава работата на новата комисия. Скоро след това на полицай Макс Уокър е предложено да започне работа в ТЕС като агент. Скоро след като започва работа Уокър е напраднат в дома си. По време на напрадението жена му е убита в последвалата експлозия на дома на Уокър.
Десет години по-късно, Уокър е опитен агент на ТЕС. Когато е изпратен в 1929 година да арестува бившия си партньор Атууд за това, че се е възползвал от краха на Уолстрийт през 1929 г., Атууд му разкрива че всъщност той работи за Арън Маккомб, който се нуждае от пари за да финансира президентската си кампания в САЩ. Ужасен от мисълта, че Маккомб може да избие предшествениците му Атууд се опитва да се самоубие като скача през прозореца, но агент Уокър успява да го хване и върне в 2004 година. Атууд обаче отказва да свидетелства срещу Маккомб и е върнат в 1929 година където пада и умира. Преследван от спомените за жена си Мелиса, Уокър се зарича да спре Маккомб.
Уолкър след това е изпратен с агент Фийлдинг (Глория Рубен) в 1994 година, където те откриват младия сенатор Маккомб спорещ със съдружника си Джак Паркър за новия компютърен чип на тяхната фирма. Паркър предлага да изкупи дела на Маккомб в компанията им, но пристига по-стария Маккомб от 2004 година да предупреди по-млади Маккомб, че този чип ще донесе огромни печалби. Уокър разбира за това започва престрелка, в която Маккомб убива съдружника си Паркър, ранява агент Фийлдинг и избягва в 2004 година.
Когато се връща Уолкър в 2004 година, нещата са станали по-зле: ТЕС е в процес на закриване, Маккомб притежава компютърна компания и е влиятелна политическа фигура, директора на ТЕС (Брус Макгил) вече не е най-добрия приятел на Уокър, а персонала на ТЕС нямат спомени за извършеното от Маккомб през 1994 година. Разбирайки, че трябва да действа светкавично, Уокър пуска машината на времето с помощта на Матюзак.
Връщайки се отново в 1994 година, Уокър намира Фийлдинг да се възстановява в болница, и тя се съгласява да свидетелства срещи Маккомб. В лабораторията на болницата Уолкър намира кръвна проба на жена си Мелиса според която тя е била бременна. Той си спомня, че тя умира точно в този ден и той решава да промени хода на събитията като я спаси. След като открива Фийлдинг убита, той отива в търговския център където той и Мелиса се срещата преди жена му да бъде убита. Намира я и ѝ обяснява, кой е той и какво предстои да се случи.
В последната сцена, главорезите на Маккомб пристигат в дома на Уокър, но този път по-стария Уокър ги очаква. Двамата Уокър (настоящия от 1994 г. и този от бъдещето) побеждават главорезите с помощта на жена си Мелиса. Тя и младия Уокър са ранени, а Маккомб взема Мелиса за заложник и поставя бомба с часовников механизъм, която да убие двамата Уокър и жена им. Но се появява младия Маккомб (от 1994 г.) дошъл заради съобщение изпратено по-рано до него от Уокър. Според филма, една и съща материя от различни времеви интервали не може да заема едно и също място по едно и също време. За това когато Уолкър блъсва младия Маккомб в по-стария, двамата Маккомб се стопяват и изчезват.
Уокър изнася Мелиса от къщата точно преди експлозията. Когато се връща в 2004 година, ТЕС все още съществува, светът е по-малко корумпиран, а Маккомб не е виждан след изчезването му през 1994 година. У дома си Уокър намира жена си Мелиса и техния син, които го чакат.

## Актьорски състав
- Жан-Клод Ван Дам – Макс Уокър
- Миа Сара – Мелиса Уокър
- Рон Силвър – сенатор Арън Маккомб
- Брус МакГил – командир Еужин Матюзак
- Глория Рубен – Сара Фийлдинг
- Кенет Уелш – Сенатор Ътли

## Приходи
„Ченге във времето“ е пуснат на 16 септември 1994 г. Започва на 1-во място в класациите с $12 064 625 от 2228 киносалона и среден приход от $5415 на киносалон. Втората седмица отново е на 1-во място по приходи с $8 176 615. Като краен резултат филма събира $45 милиона от прожекции в САЩ, като по този начин е първия голям касов хит на Ван Дам. В чужбина филмът събира дори повече приходи, като за целия свят събира общо $101 милиона приходи.